# Metropolia di Goumenissa, Axioupoli e Polykastro

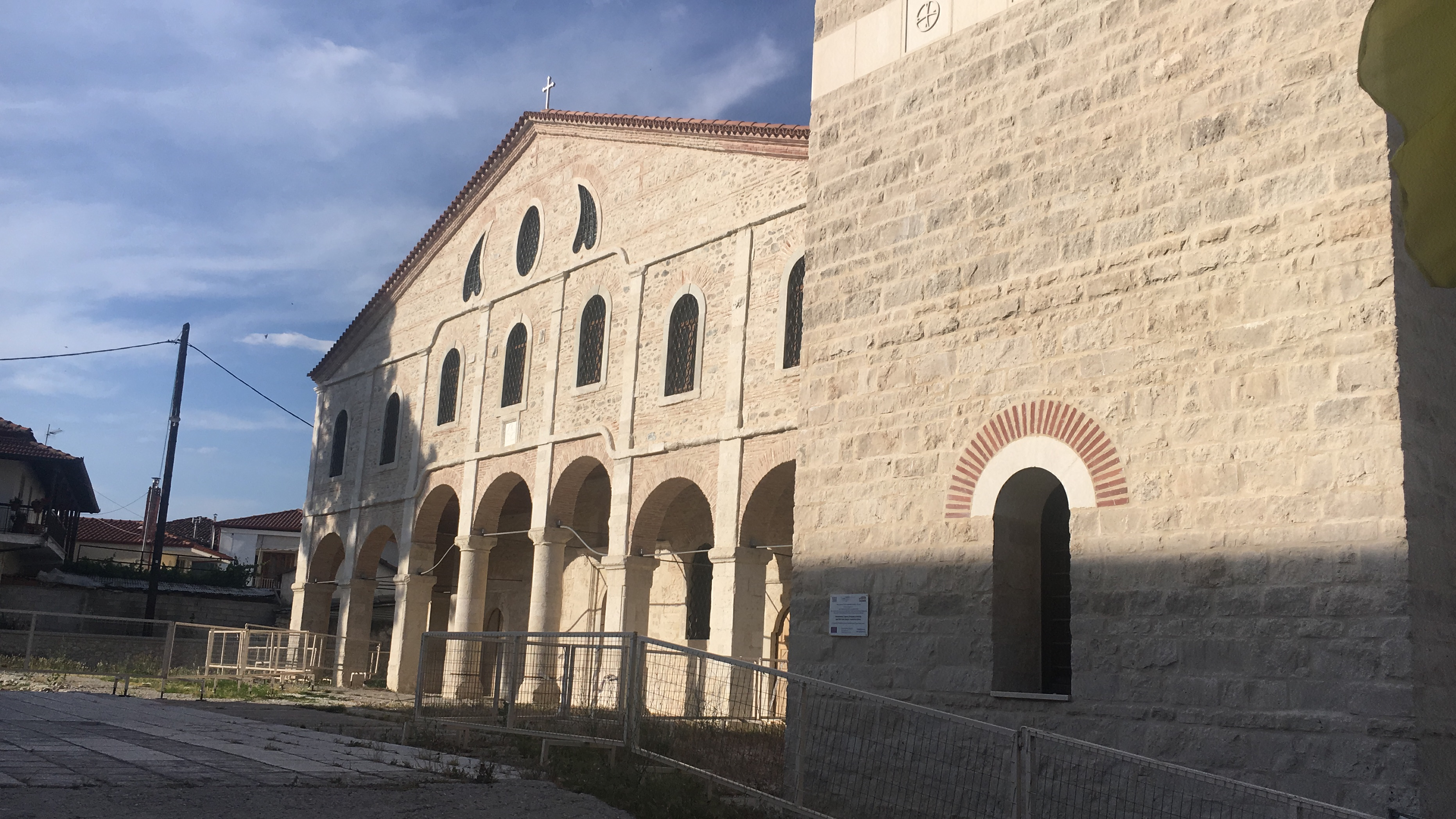
La cattedrale metropolitana di San Giorgio.

Chiesa di Axioupoli.

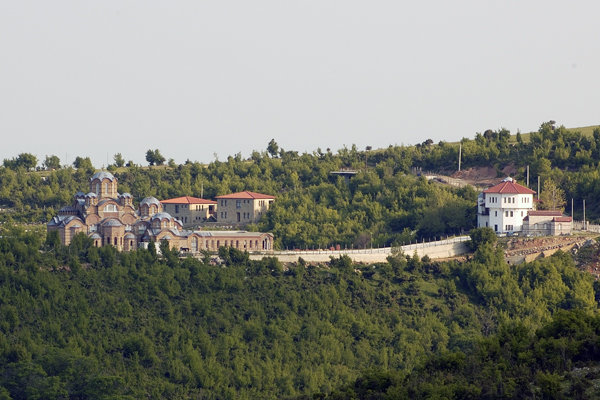
Il monastero di San Raffaele.

Il monastero di San Giorgio di Anydro.

La metropolia di Goumenissa, Axioupoli e Polykastro (in greco: Ιερά Μητρόπολις Γουμενίσσης, Αξιουπόλεως και Πολυκάστρου; Ierá Goumenissis, Axioupoleos kai Polykastrou) è una diocesi del patriarcato ecumenico di Costantinopoli, pastoralmente affidata alla Chiesa di Grecia, con sede a Goumenissa, nella Macedonia Centrale, dove si trova la cattedrale metropolitana di San Giorgio.
Dal 9 ottobre 1991 il metropolita è Demetrio Mpekiaris.

## Territorio
La metropolia si trova nell'unità periferica di Kilkis nella Macedonia Centrale.
Sede del metropolita è la città di Goumenissa, dove si trova la cattedrale metropolitana di San Giorgio.
Il territorio della metropolia comprende 48 parrocchie e 3 monasteri.
Dal punto di vista canonico, la metropolia fa parte del patriarcato ecumenico di Costantinopoli. Tuttavia, trovandosi in territorio greco, la gestione pastorale è affidata alle cure dell'arcivescovo di Atene e della Chiesa di Grecia.

## Storia
La metropolia è una delle più recenti della Grecia. È stata eretta dal Santo Sinodo della Chiesa di Grecia nell'ottobre del 1991 con territorio ricavato da quello della metropolia di Polyani e Kilkis.

## Cronotassi
- Demetrio Mpekiaris, dal 9 ottobre 1991